# クラックブーム
クラックブーム（Crack epidemic ）とは、アメリカでクラック・コカインの使用率が急激に高まった 1984年～ 1990年までの6年間のことである。これはアメリカ国内の殆どの主要都市に影響を及ぼした。クラックブームの影響をもろに受けた都市としては、ニューヨーク、ロサンゼルス、ヒューストンを挙げる事が出来る。下院議員、チャールズ・シューマーの言葉を借りれば｢20年前、クラックは、まるで制御不能に陥ったマック社の大型トラックのように、東へ東へとアメリカ中に拡がっていった。そしてそれは、終にニューヨークにもろに突っ込んだ。なんの前触れもなく、それは起こった｣のである。この時期に、麻薬中毒者や路上生活者が増加し、殺人、窃盗、強盗などの犯罪率が高まったのは、このクラックブームの置き土産である。1980年代初頭には、ブームの兆しが見え隠れしていたが、麻薬取締局の公式見解では、そのブームが最盛期である1984年～1990年をクラックブームと見なしている。

## 歴史
1980年代はじめ、アメリカ合衆国に密輸されてくるコカインの大部分は、バハマ諸島からのものであった。しかし粉末コカインが供給過剰となり、価格が80％近くまで暴落した。非合法の商品が低価格では割に合わず、薬の密売人たちは、粉末コカインをクラックにして販売するという妙案を思いついた。クラックとは、粉末よりも少量で販売することが出来る濃厚で吸いやすいタイプのコカインのことであり、この結果、より多くの顧客を開拓することが可能となった。クラックは低価格であり、製造が容易、そしてすぐに使用することができて、密売人にとっては利益率の高い品物であった。1981年の年明けの時点で、ロサンゼルス、サンディエゴ、ヒューストン、カリブ諸島などで、クラックの売買が確認されている。始めのうち、クラックは粉末コカインよりも純度の高いものであった（後に、クラックは｢ブロウアップ｣や｢ウィップドープ｣になっていく）。1981年当時、街中で手に入れることのできる粉末コカインの中で、純度55％の代物の価格は、グラム当たり100ドル程度であったが、クラックであれば、同じ価格で80％を超える純度の物を手にすることができた。ニューヨーク、ロサンゼルス、デトロイト、フィラデルフィアのような主要都市部では、1回分のクラックの価格は、2.5ドルほどであった。このような低価格で、これだけの純度のコカインは、前代未聞のことであった。販売促進の観点から見て、さらに重要なことは、クラックの場合、気持ちが高ぶっている時間が短く、短期間で依存状態に陥ってしまうことである。
マイアミでは、カリブからの移民たちが現地の若者にクラックの製造法の手ほどきをし、その見返りとして、密売の仲間に加えてもらうという図式ができあがっていった。結果、1982年、クラックがマイアミにも拡がり始めた。最初は、マイアミ限定の現象であると捉えられていた。1983年にニューヨークでもクラックの普及が始まると、それが間違いであったことが明らかになり始める。1986年には、ニューヨークの貧民街で絶大なる影響力を持つに至っていた。クラックの売買は、1986年の終わりまでに、アメリカの28州とワシントンD.C.で確認された。1985年～1986年の統計では、ロサンゼルス、デトロイト、ニューヨーク市、セントルイス、アトランタ、ボストン、カンザスシティ、マイアミ、ニューアーク、サンフランシスコ、バッファロー、ダラス、デンバー、ミネアポリス、フェニックスなどで、手に入れることが可能であった。 1985年、コカイン絡みの緊急出動件数の上昇は12％であったが、1986年には110%の激増を見せた。 1984年～ 1987年の間、コカインの摘発は4倍に増えた。1987年時点で、クラックに侵されていない州は、わずか4州にまで減少した。学者の中には、モラル・パニックの例として、クラックブームを挙げながら、麻薬の使用や密売の爆発的増加がメディアによって麻薬が｢ブーム｣と報道された後に起こっている現象であると指摘している者たちもいる。

## ブームの終焉
クラックブームの終焉は、その始まりと同じように、突如として訪れた。それがなぜ終わったのか、はっきりしたことはわかっていない。ノースウェスタン大学の経済犯罪学部の学生部長、アラン・フォックスによれば、｢（クラックブームの終焉における）最も大きな要因の1つは、麻薬市場の変化ではないだろうか。つまり、しまの境界線が確立していきたことで、密売人たちは新たな商品を捌くために縄張り争いをする必要がなくなったのである｣。他にも、若者たちは、クラックが両親、兄や姉に与えた影響を目にしながら育ってきたために、クラックブームが終わったと考える者もいる。ラッパーたちは、クラックほどの破壊的な影響力のないマリファナの伝道を始めた。1990年代になると、｢クラックヘッド｣という言葉が、都市部では｢麻薬中毒者｣や｢気違い｣というような侮辱するための言葉として使われ始めた。新たな世代の若者たちの多くはクラックとは距離をおき、それを試してみようとはしなかった。警察の｢ゼロ容認（'zero tolerance' ）｣の姿勢も、ドラッグブームの終焉に一役買ったであろう。カーネギー・メロン大学の犯罪学者、アルフレッド・ブラムステインは次のように語っている。｢クラックブームの終焉には、4つの大きな要因がある。まず、銃が子供たちの手に渡らないようにしたこと。第2に、クラック市場が縮小したこと。第3に、経済状況が安定感を取り戻してきたこと。この結果、かつて密売人に憧れるような境遇にあった子供たちも、職を見つけることが可能となった｣。そして最後の要因として刑事裁判の判決、または彼の言葉で言えば｢数多くが収監されたことで捌ききれなくなった｣のである。